# Нилсон, Гарри
Гарри Нилсон (при рождении Гарри Эдвард Нилссон — англ. Harry Edward Nilsson III; 15 июня 1941, Нью-Йорк — 15 января 1994, Агура-Хиллз, Калифорния) — американский  певец, клавишник, гитарист, композитор, автор текстов, продюсер, лауреат премий «Грэмми». В большинстве своих альбомов использовал имя просто «Нилссон».
Музыка Гарри Нилссона звучит в десятках фильмов: «Славные парни», «Бешеные псы», «Форрест Гамп» и других.

## Биография
Ещё подростком Нилссон переехал в Лос-Анджелес, где окончил школу, а также курсы по обслуживанию компьютеров и получил должность контролёра в «Security First National Bank». Однако это не мешало ему параллельно начать ещё и музыкальную карьеру, записывая демоленту с собственными композициями, позже он представлял разным лос-анджелесским звукозаписывающим фирмам. Предложенным таким образом творческим материалом воспользовался Фил Спектор, записав произведения «Paradise» и «Here I Sit» с The Ronettes, а также «This Could Be the Night» с The Modern Folk Quartet. Заинтересованность со стороны известного продюсера побудила артиста записать собственные композиции для фирмы «Tower» и 1966 года появились синглы «You Can’t Take Your Love Away From Me» и «Good Times», вышедшие под псевдонимом Nilsson. В следующем году его песню «Ten Little Indians» записала группа The Yardbirds, а после того как Нилссон услышал по радио в исполнении The Monkees своё произведение «Cuddly Toy», он оставил работу в банке и сосредоточился на музыкальной карьере.
Заключив соглашение с лейблом RCA Records, Нилссон записал успешный дебютный альбом Pandemonium Shadow Show. Выбранные для пластинки произведения не только прекрасно представляли трёхоктавный диапазон голоса Нилсона, но и принесли признание со стороны Джона Леннона (среди предложенных произведений было попурри «You Can’t Do That» из произведений The Beatles), что в свою очередь начало многолетние дружеские отношения между двумя музыкантами.
Между тем композиции Нилссона продолжали пользоваться популярностью и среди других исполнителей. Например, The Turtles записали «The Story Of Rock’n’Roll», Херб Алперт и Blood, Sweat & Tears — «Without Her», a «Three Dog Night» возглавили американский хит-парад с произведением «One». Авторская версия этого произведения попала на второй альбом Нилссона Aerial Ballet. Также на этой долгоиграющей пластинке можно было услышать песню из репертуара Фреда Нила «Everybody’s Talking», которая, попав на звуковую дорожку фильма «Ночной ковбой», принесла артисту первый хит в американской десятке.
На очередной альбом, названный «Harry», вошла композиция «The Puppy Song», которая позже стала хитом в исполнении Дэвида Кэссиди, а долгоиграющая пластинка Nilsson Sings Newman предлагала исключительно композиции Рэнди Ньюмена, которые Нилссон исполнил под собственный аккомпанемент на фортепиано. Очередным предложением артиста была звуковая дорожка «The Point» для одноимённого анимационного фильма. За сценарий и музыку к этому фильму Нилсон получил награду на фестивале в Монтре, однако наибольший успех принёс альбом Nilsson Schmilsson и сингл из него «Without You». Эта композиция из репертуара группы Badfinger в эмоциональном исполнении Нилссона возглавила британский и американский хит-парады и разошлась тиражом более миллиона экземпляров. Также в 1972 году песня принесла Нилссону награду «Грэмми» как лучшему поп-рок-вокалисту.
Следующий альбом «Son of Schmilsson», был выдержан в стиле предыдущей долгоиграющей пластинки. В 1973 году Нилссон неожиданно поразил всех, записав альбом «A Little Touch of Schmilsson in the Night» с чарующими инструментальными стандартами, среди которых были, например, «Makin' Whoopee» и «As Time Goes By».
Продюсируемый Джоном Ленноном альбом Pussy Cats вышел в 1974 году, он много почерпнул из поп-классики и предлагал, например, такие произведения, как «Homesick Blues», «Save the Last Dance for Me» и «Rock Around the Clock». Во время работы над звуковой дорожкой Son Of Dracula Нилсону помогал Ринго Старр, однако очередным композициям хватало четко очерченного музыкального направления, хотя весной 1976 года на сцене лондонского «Mermaid Theatre» адаптация «The Point» получила большой успех. Также в этот период Нилссон возобновил сотрудничество с двумя бывшими участниками The Monkees Дэйви Джонсом и Мики Долензом.
В 1980-х годах Нилссон отошёл от музыки, посвятив себя главным образом сбытом фильмов, снимавшихся в калифорнийской «Studio City». Однако в 1988 году лейбл RCA Records издал альбом A Touch More Schmilsson in the Night, который? как и альбом 1973 года, предлагал лирические интерпретации популярных композиций, среди которых были, например, два уже классических произведения Харберга «It’s Only Paper Moon» и « Over the Rainbow».
15 января 1994 года Нилссон умер в собственном доме в результате болезни сердца, а в следующем году группа известных исполнителей записала альбом-посвящение с собственными версиями его популярных произведений. Похоронен в мемориальном парке Вэлли-Оукс в Уэстлейк-Виллидж, Калифорния.

## Дискография
- 1967: Pandemonium Shadow Show
- 1968: Aerial Ballet
- 1968: Skidoo
- 1969: Spotlight
- 1969: Harry
- 1970: Early Years
- 1970: Nilsson Sings Newman
- 1971: Aerial Pandemonium Ballet
- 1971: The Point
- 1971: Nilsson Schmilsson
- 1972: Son of Schmilsson
- 1973: A Little Touch of Schmilsson in the Night
- 1974: Son of Dracula
- 1974: Pussy Cats
- 1975: Duit on Mon Dei
- 1976: Sandman
- 1976: That’s the Way it is
- 1977: Knnillssonn
- 1977: Early Times
- 1978: The World’s Greatest Lover
- 1978: Nilsson’s Greatest Music
- 1978: Greatest Hits
- 1979: Night After Night
- 1979: Harry & …
- 1980: Flash Harry
- 1980: Popeye
- 1983: Private School
- 1988: A Touch More Schmilsson in the Night
- 1988: Diamond Series — Nilsson
- 1990: Without Her — Without You
- 1993: All the Best
- 1995: Personal Best — The Harry Nilsson Anthology
- 1995: Nilsson’62 — The Debut Sessions

## Источник
- Гарри Нилсон Архивная копия от 21 октября 2010 на Wayback Machine в музыкальной энциклопедии All Music Guide.